# Trafton (Washington)
Trafton ist ein kleines gemeindefreies Gebiet im Snohomish County im US-Bundesstaat Washington. Obwohl vieles in der Gegend Trafton genannt wird (so wie die historische Trafton School und der Trafton Cemetery), verstehen sich doch die meisten Einwohner als solche von Arlington.
Der Ort leitet seinen Namen von Trafalgar (Indiana) ab.